# Hemicordulia atrovirens
Hemicordulia atrovirens là loài chuồn chuồn trong họ Corduliidae. Loài này được Dijkstra mô tả khoa học đầu tiên năm 2007.